# Lepistemon binectariferum
Lepistemon binectariferum är en vindeväxtart som först beskrevs av Wallich, och fick sitt nu gällande namn av Carl Ernst Otto Kuntze. Lepistemon binectariferum ingår i släktet Lepistemon och familjen vindeväxter.

## Underarter
Arten delas in i följande underarter:
- L. b. borneense
- L. b. eymae
- L. b. glabrum
- L. b. taynguyenense
- L. b. trichocarpum